# カラセイテ
カラセイテ (Calaceite) は、スペインのアラゴン州テルエル県のマタラーニャコマルカに位置する基礎自治体である。スペイン国立統計局による2004年の国勢調査では、人口は1,145人だった。
この町には、古代イベリア人の村の遺跡とともに、建築史的な価値が非常に高い古代の建築物が多く存在する。アラゴン州のカタルーニャ語圏の一部である。

## 料理
flaonets de Calaceitは、カラセイテで作られる小さなフラオである。小さなペイストリーにカボチャのジャムと蜂蜜が詰められている。サルバドール・ダリが愛した伝統的なスペインのペイストリーの1つである。

## ギャラリー

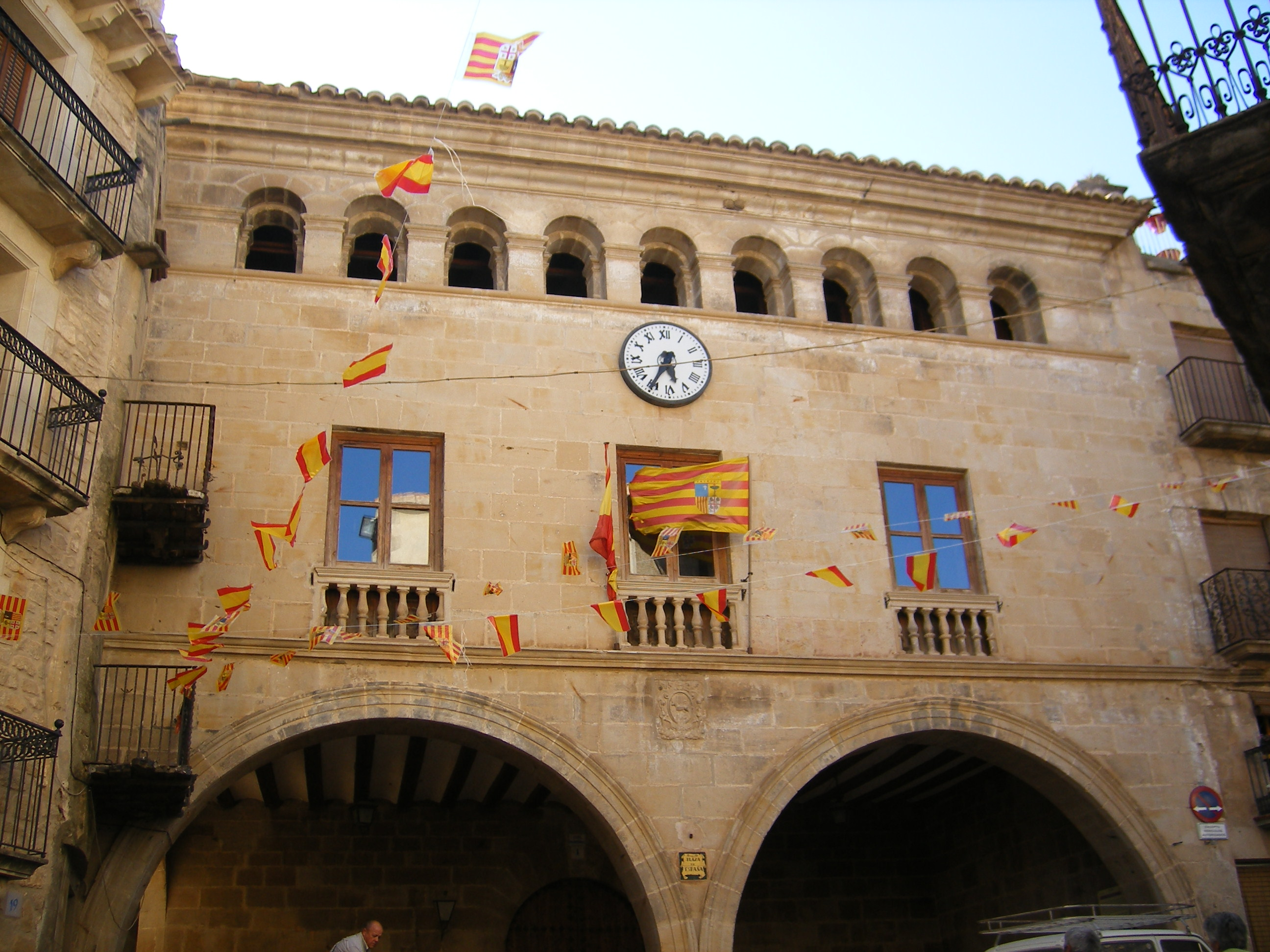
カラセイテの町役場
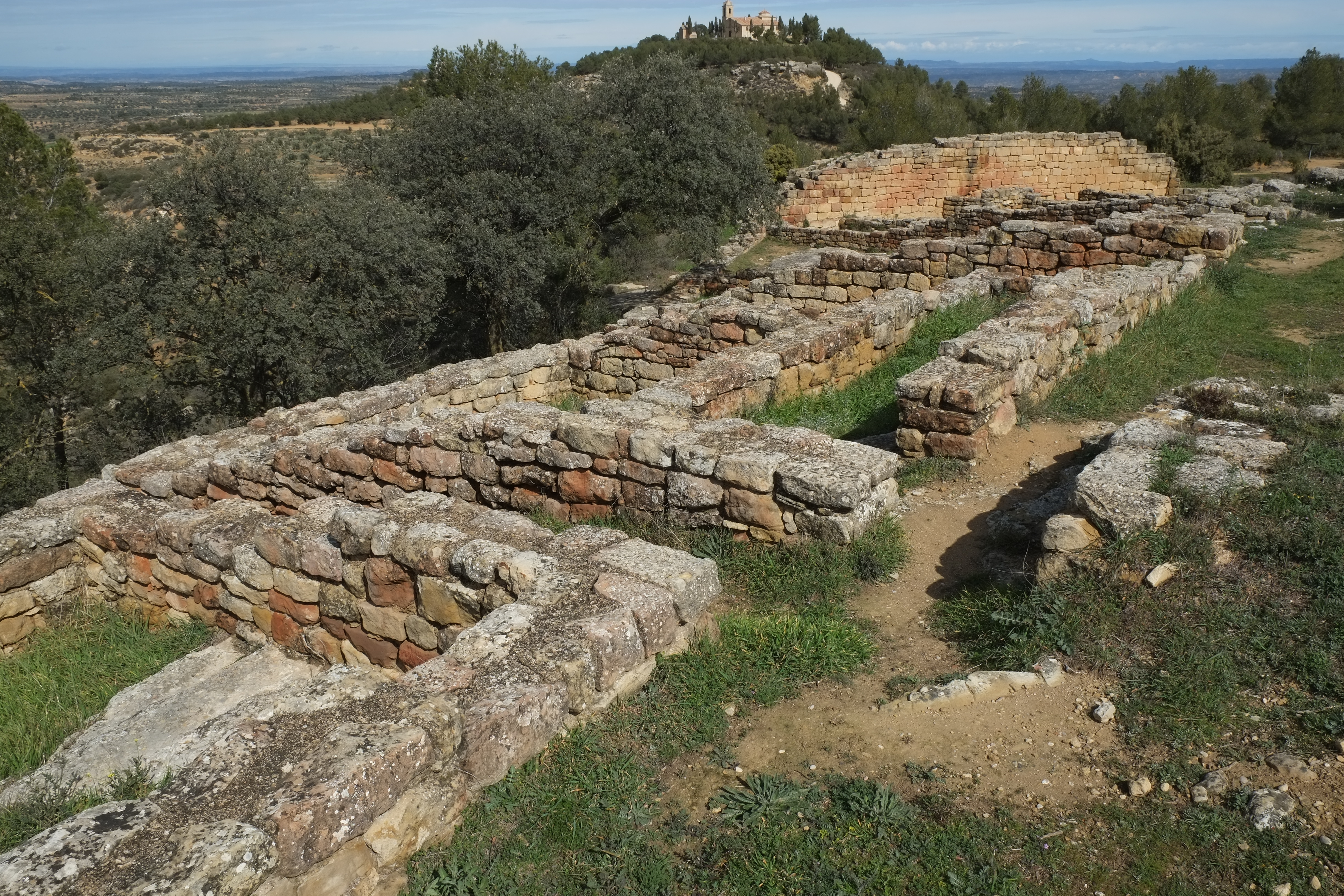
古代イベリア人の村の遺跡